# Ghegheto Island
Ghegheto Island är en ö i Kanada.   Den ligger i provinsen Ontario, i den sydöstra delen av landet, 400 km väster om huvudstaden Ottawa.
I omgivningarna runt Ghegheto Island växer i huvudsak blandskog. Runt Ghegheto Island är det glesbefolkat, med 11 invånare per kvadratkilometer.